# Cephaleuros
Cephaleuros — рід паразитичних водоростей порядку трентеполіальні (Trentepohliales)

## Поширення та середовище існування
Облігатний ендофіт листя сотень видів рослин, включаючи каву, чай та інші. Представники роду викликають захворювання вищих рослин, що відомі як «іржа».

## Види
До родини належать 14 видів:
- Cephaleuros biolophus
- Cephaleuros diffusus
- Cephaleuros drouetii
- Cephaleuros endophyticus
- Cephaleuros expansa
- Cephaleuros henningsii
- Cephaleuros karstenii
- Cephaleuros lagerheimii
- Cephaleuros minimus
- Cephaleuros parasiticus
- Cephaleuros pilosa
- Cephaleuros solutus
- Cephaleuros tumidae-setae
- Cephaleuros virescens